# Wipeout HD
Wipeout HD, también escrito WipEout HD, es un videojuego de la serie Wipeout, desarrollado por Sony Liverpool para PlayStation 3. Siendo la primera entrega de la saga para PlayStation 3, el juego es un remake de elementos clásicos de la serie Wipeout, incluyendo circuitos y equipos de los videojuegos para PlayStation Portable, Wipeout Pure y Wipeout Pulse, y añadiendo nuevos elementos a la franquicia, como resolución a 1080p con una tasa de refresco de 60 imágenes por segundo y banda sonora en Dolby 5.1.
El juego salió a la venta en la PlayStation Store en los mercados europeo y americano en septiembre de 2008, y en Japón en octubre de 2008. El título recibió numerosos elogios de la crítica a sus gráficos y sonido, así como a su jugabilidad, a pesar de ser un juego ampliamente basado en material ya utilizado con anterioridad; la relación calidad/precio también ha sido aludida como un factor positivo. 

## Jugabilidad
La jugabilidad es muy parecida a la de los anteriores Wipeout. El jugador pilota un vehículo antigravedad, seleccionado de alguno de los equipos existentes y, dependiendo del modo de juego, compite usando velocidad y armamento para ganar.
Hay cinco tipos de carreras en Wipeout HD: Carrera única, Torneo, Contrarreloj, Velocidad de vuelta y Zona. Carrera única es una carrera de principio a fin contra otros siete contrincantes, Torneo contiene varias Carreras únicas,cuyo vencedor es el que consigue la máxima puntuación a lo largo de todas ellas. En  Velocidad de vuelta el jugador debe mejorar el tiempo dado para una vuelta, mientras que Contrarreloj establece un tiempo límite para completar varias vueltas. Por último, el modo Zona, creado para Wipeout Fusion, reaparece en Wipeout HD, y pone al jugador a los mandos de una nave que acelera automáticamente alcanzando "zonas", o categorías de velocidad; el jugador debe continuar dando vueltas hasta que su energía llegue a cero y la nave explote. Este modo se diferencia gráficamente de los demás, con entornos sin texturas, reemplazadas por colores que varían a lo largo de la carrera, mientras ecualizadores gráficos en la pista y el escenario muestran las ondas sonoras de la canción de fondo.
Cada uno de estos tipos de carreras aparecen en la campaña para un jugador. Dicha campaña está dividida en ocho segmentos, cada uno de los cuales contiene distintos tipos de carreras, representados por una serie de hexágonos. Empezando por el evento más lento y fácil Uplift, el número de carreras por evento y la velocidad y difilcutad de los enemigos se incrementa a cada segmento, hasta llegar al último, Meltdown. Para progresar en la campaña, el jugador gana una cierta cantidad de puntos dependiendo de su posición al terminar las carreras, con los que se desbloquean las distintas carreras y los eventos más complicados. Al ganar carreras también se desbloquean equipos y circuitos para usar en el modo Cuadro de carreras, en el que el jugador puede participar en competiciones más arcade, tanto en modo un jugador como multijugador y, a diferencia del modo campaña, modificar los ajustes de cada carrera.
Aparte del juego offline, Wipeout HD ofrece un modo en línea para hasta ocho jugadores. Un lobby permite a los jugadores encontrar carreras en las que participar, bien siendo carreras únicas o torneos. En el modo en línea, a diferencia del modo para un jugador, las naves que pierden toda su energía y explotan, vuelven al circuito tras unos segundos. El modo en línea también es compatible con chat de voz.
Un nuevo añadido a la saga es la Asistencia al piloto. Pensada para jugadores novatos y avanzados, se trata de un sistema pasivo de pilotaje automático que ayuda al jugador manteniéndolo alejado de los bordes del circuito, aunque su efecto a altas velocidades es menos ventajoso. Wipeout HD permite a los jugadores controlar el vehículo mediante los sensores de movimiento presentes en los mandos Sixaxis y Dual Shock 3. Los sensores de movimiento pueden configurarse de dos formas distintas; inclinación y dirección, o solo inclinación. La primera permite controlar totalmente el vehículo mediante los sensores de movimiento, mientras que la última permite al jugador controlar la dirección usando el stick analógico y la inclinación mediante los sensores de movimiento.
Otro nuevo añadido es el Modo Foto, que permite al jugador tomar instantáneas del juego y guardarlas en el disco duro de la consola a resoluciones de 1920x1080. Estas fotos pueden ser manipuladas antes de guardarse, controlando la exposición, saturación, enfoque, profundidad de campo y desenfoque por movimiento. Accesibles bajo la carpeta Foto en el Cross Media Bar, estas imágenes pueden ser transferidas a un PC, usarse como fondo de escritorio, transferirlas a amigos, etc.
Wipeout HD cuenta con 38 trofeos, los cuales van desde simples tareas como usar el Modo Foto hasta difíciles retos como conseguir alcanzar la zona 75 en el Modo Zona. Doce de los trofeos aparecen inicialmente ocultos, sin descripción de cómo obtenerlos, mientras que el trofeo de platino se llama Transcendencia, accesible sólo cuando el jugador obtiene el resto de trofeos.

### Equipos
Hay doce equipos en Wipeout HD, cuyas naves siguen el diseño mostrado en Wipeout Pulse:
- AG Systems
- Assegai Developments
- Qirex Research and Development
- Piranha Advancements
- EG-X Technologies
- Triakis
- Goteki 45
- Feisar
- Mirage
- Icaras
- Harimau International
- Auricom Research Industries

#### Equipos inéditos
Dos equipos inéditos de su primera aparición adentro en Wipeout Fusion y más adelante adentro en Wipeout Pure:
- Tigron Enterprises
- Van-Über Racing Developments

El equipo Tigron puede ser visto en Metropia después de la gota grande, mientras que Van-Über se ve en los apartamentos de Vineta K y una presa grande de Sebenco Climb.

### Circuitos
Existen ocho circuitos en Wipeout HD, todos ellos versiones de circuitos ya aparecidos en los Wipeout de PlayStation Portable; seis circuitos son de Wipeout Pure, y dos de Wipeout Pulse. Todos los circuitos pueden ser recorridos en modo normal e inverso, algo similar a los modos "black" y "white" de Wipeout Pulse, así como en modo Zona. Algunas secciones de los circuitos presentan fijaciones "magnéticas", recuperadas de Wipeout Pulse, que fijan a los vehículos a la superficie del circuito, y permiten superar zonas que serían imposibles de pilotar debido a la gravedad.
Circuitos de Wipeout Pure Tracks:
- Chenghou Project
- Sol 2
- Vineta K
- Sebenco Climb
- Anulpha Pass (de la expansión "Delta")
- Übermall (de la expansión "Gamma")
- Modesto Heights (de la expansión "Fury"

Circuitos de Wipeout Pulse:
- Moa Therma
- Metropia
- The Amphiseum (de la expansión "Fury")
- Talon's Junction (de la expansión "Fury")
- Tech De Ra (de la expansión "Fury")

Las cuatro pistas restantes de Wipeout Pure exclusivamente para la zona, las razas de la batalla de la zona y del detonador están Pro Tozo, Corridon 12, Syncopia y Mallavol.

## Desarrollo
Wipeout HD fue presentado en el E3 de 2007, donde se anunció que sería un título descargable, disponible en la PlayStation Network, que contendría versiones mejoradas de circuitos ya aparecidos. En el Tokyo Game Show de ese mismo año, Sony reveló a la prensa que el juego estaría disponible en el 2007, e incluiría dos modos que finalmente quedaron fuera del juego: Eliminación y Mano a mano. Sin embargo, el juego no fue lanzado en el 2007; su desarrollo continuó durante el año 2008, y la nueva fecha de lanzamiento (pensada anteriormente para el verano de 2008) fue fijada para septiembre del 2008, saliendo a la venta el día 25.
Lo retrasos en la salida del título fueron producto de dificultades técnicas durante el desarrollo. Explicando el problema, David Reeves, CEO de Sony Europe, remarcó que fue "un problema técnico específico de Wipeout que tenemos que resolver", y que pese no poder ofrecer más datos, "es un problema muy, muy complicado que ninguna región ha sido capaz de solucionar hasta el momento. [...] Pienso que saldrá antes de fin de año, pero es algo que fue muy difícil de afrontar". Pronto salieron a la luz informes de que el juego no había pasado los tests de epilepsia, y que el juego tendría que ser rehecho antes de poder salir a la venta. Estos informes fueron respondidos por un representante de SCEE, que declaró que el retraso se debía a las mejoras y añadidos que se estaban añadiendo al título, que incluían las pistas en modo inverso, cuatro naves extra, dos nuevos HUD, la inclusión del modo de dos jugadores en la misma consola, y el soporte de trofeos. Respecto a los informes de problemas de salud, afirmaron que se "tomaban la seguridad de los usuarios de una manera muy seria y que lo estaban comprobando concienzudamente". Un video de comparación entre las distintas versiones del juego muestra como los gráficos del Modo Zona fueron alterados. Este incidente fue confirmado cuando el director del juego, Tony Buckley, comentó los tests, diciendo que aunque los tests fueran subjetivos y las causas "difíciles de localizar con exactitud", se lo tomaron muy en serio y que el juego ha "salido bien parado, con mucho más contenido", a pesar de sus temores de que el juego "luciese peor como resultado".

### Desarrollos posteriores
Wipeout HD será actualizado periódicamente con contenido descargable, incluyendo packs de circuitos y equipos, como Tigron y Van-Uber.
La primera de dichas expansiones, programada para verando de 2009, será Wipeout HD Fury.  Contendrá 8 circuitos nuevos, 13 naves adicionales y 3 nuevos modos de juego, incluyendo Eliminador, Zona de batalla y Detonador. Inculirá también nuevos trofeos, un nuevo evento en la campaña que hace uso de los nuevos contenidos y menús rediseñados.
El parche 1.40 presenta una serie de novedades, como las llamadas "insignias" que reciben los jugadores cada vez que terminan una carrera a tiempo o en primer lugar. Los jugadores ahora también reciben un "rango" según su actuación en el modo en línea, comenzando como un "Aprendiz" y subiendo de nivel hasta llegar al último rango. Además, el huésped de la partida puede configurar diversos aspectos de la carrera antes de que esta dé comienzo, como la utilización de las ayudas al pilotaje o permitir el uso de armas. A pesar de las nuevas características, no hay nuevos trofeos.
El 21 de julio de 2009, el juego recibió el parche 2.00, que añade nuevos trofeos relacionados con la expansión Fury, nuevas insignias para el modo en línea, menús renovados y la posibilidad de consultar las estadísticas del jugador.

## Música
La banda sonora presenta nueve canciones en Dolby 5.1. El juego permite el uso de bandas sonoras personalizadas, pudiendo utilizar cualquier archivo de sonido que se encuentre en el disco duro de la PlayStation 3.
- MoveYa! & Steve Lavers: Chemical
- Stanton Warriors: Tokyo
- DJ Fresh: X-Project (100% Pure mix)
- Ed Rush, Optical & Matrix: Frontline
- Noisia: Seven Stitches
- MIST: Smart Systems
- Mason: Exceeder - Special mix
- Booka Shade: Steady Rush
- Kraftwerk: Aerodynamik - Special mix

El 14 de octubre de 2008, Tim Wright, también conocido como Cold Storage, que trabajó en las bandas sonoras de los anteriores Wipeout, sacó una banda sonora no oficial de seis canciones llamada Cold Storage HD, para complementar el juego.

## Crítica
La crítica de Wipeout HD ha sido muy positiva, con una puntuación en Metacritic de 87 sobre 100, basada en 51 análisis, y un 88% de nota en Game Rankings, basada en 43 análisis.
La presentación visual del juego ha recibido elogios unánimes de la crítica, así como el Modo Zona. El aspecto sonoro también ha sido bien recibido por la crítica. 
El bajo precio del juego ha sido un factor positivo determinante.
La mayoría de las críticas negativas se refieren al hecho de que el juego toma prestados muchos de sus elementos de anteriores juegos, presentando escaso material nuevo. El aspecto en línea del título también ha sido criticado debido a la ausencia de ciertos modos, como Eliminador, que sí aparecían los anteriores títulos de PlayStation Portable, aunque este modo de juego fue finalmente añadido en la expansión Fury.